# Noeki Klein
Noeki Klein (Leiderdorp, 28 de abril de 1983) é uma jogadora de polo aquático holandesa, campeã olímpica.

## Carreira
Noeki Klein fez parte do elenco medalha de ouro de Pequim 2008.